# The Rathskeller and the Rose
The Rathskeller and the Rose è un cortometraggio muto del 1918 diretto da George Ridgwell.
Tratto dal racconto The Rathskeller and the Rose di O. Henry, il film ha come protagonista la giovanissima Adele DeGarde. L'attrice si ritirò infatti dalle scene quello stesso anno. Aveva interpretato - nel corso della sua carriera iniziata nel 1908 con D.W. Griffith - oltre un centinaio di pellicole.
Il film segna l'addio allo schermo dell'attrice teatrale Kate Jepson.

## Trama
Posie, giovane attrice di successo, ha voluto dimenticare le sue origini privilegiando la carriera. Un aspirante attore, per conoscere la "vera" Posie, si reca nella sua cittadina natale. Quando torna indietro, incontra "per caso" l'attrice. Parlando con lei, le dice che sua madre è sempre in attesa della figlia.
Il giorno seguente, Posie lascia il teatro dove stanno per iniziare le prove dello spettacolo che potrebbe farla diventare una star e parte per ritornare a casa.

## Produzione
Il film fu prodotto dalla Vitagraph Company of America (come Broadway Star Features).

## Distribuzione
Distribuito dalla General Film Company, il film - un cortometraggio in due bobine - uscì nelle sale cinematografiche statunitensi il 12 aprile 1918.